# ハッタ・カクセカー
ハッタ・カクセカー (Hattha Kaksekar Limited; HKL) は、1994年に設立されたカンボジアのマイクロファイナンス。貸付ポートフォリオに関しては、HKLは4位であり、カンボジアのMFIの中で3番目に大きな貯蓄ポートフォリオを持っている。

## 概要
HKLは、1994年にOCSD / Oxfam –Quebec によってカンボジアのポーサット州で開始された食糧安全保障プロジェクトが元になっている。1996年に内務省にNGOとして登録され、2001年には商務省から資本金77,850ドルで3年間のMFIライセンスを取得。カンボジア国立銀行は2007年にHKLに永久ライセンスを、2011年にマイクロファイナンスの預金受入機関ライセンスを付与した。
2016年1月27日、三菱東京UFJ銀行は連結子会社のアユタヤ銀行（タイ）を通じてハッタ・カクセカーを買収すると発表した。

## 問題・批判
現在、200万人以上のカンボジア人がマイクロファイナンス機関（MFI）から資金提供を受けているが、その中でカンボジアNGOの利用促進と顧客保護に関する共同報告書（Cambodian League for the Promotion and Defense of Human Rights（LICADHO）およびSahmakum Teang Tnaut（STT））によると、近年、借金のレベルが急上昇し、不動産担保の強制執行、児童労働、借金による立ち退き強制、強制労働など、多くの人権侵害につながっているとされる。
行員が顧客の口座から60万ドル以上を盗んだ容疑で逮捕された。